# 6 Horas de México
Las 6 Horas de México era una carrera de autos deportivos realizada en Autódromo Hermanos Rodríguez en la Ciudad de México, México. La carrera se celebró por primera vez en 1974 como parte del World Sports Prototype Championship, y se celebró tres veces antes de la muerte del campeonato. Fue restablecida en 2016 como parte del Campeonato Mundial de Resistencia de la FIA.

## Ganadores
| Año                      | Nombre de la Carrera           | Pilotos                                            | Automóvil          | Escudería            | Campeonato                             | Ref   |
| ------------------------ | ------------------------------ | -------------------------------------------------- | ------------------ | -------------------- | -------------------------------------- | ----- |
| 1974                     | 1000 km de la Ciudad de México | Guillermo Rojas Héctor Rebaque Fred van Beuren Jr. | Porsche 911        | Héctor Rebaque Sr.   | Campeonato IMSA GT                     | [ 1 ] |
| 1975-1988: No se disputó |                                |                                                    |                    |                      |                                        |       |
| 1989                     | Trofeo Hermanos Rodríguez      | Jean-Louis Schlesser Jochen Mass                   | Sauber C9          | Team Sauber Mercedes | Campeonato Mundial de Sport Prototipos | [ 2 ] |
| 1990                     | Trofeo Hermanos Rodríguez      | Jochen Mass Michael Schumacher                     | Mercedes-Benz C11  | Team Sauber Mercedes | Campeonato Mundial de Sport Prototipos | [ 3 ] |
| 1991                     | Trofeo Hermanos Rodríguez      | Keke Rosberg Yannick Dalmas                        | Peugeot 905 Evo 1B | Peugeot Talbot Sport | Campeonato Mundial de Sport Prototipos | [ 4 ] |
| 1992-2015: No se disputó |                                |                                                    |                    |                      |                                        |       |
| 2016                     | 6 Horas de México              | Timo Bernhard Mark Webber Brendon Hartley          | Porsche 919 Hybrid | Porsche Team         | Campeonato Mundial de Resistencia      | [ 5 ] |
| 2017                     | 6 Horas de México              | Timo Bernhard Brendon Hartley Earl Bamber          | Porsche 919 Hybrid | Porsche Team         | Campeonato Mundial de Resistencia      | [ 6 ] |

## Estadísticas

### Constructores con más títulos
| Núm. | Constructor     | Victorias | Años       |
| ---- | --------------- | --------- | ---------- |
| 1    | Sauber Mercedes | 2         | 1989, 1990 |
| 1    | Porsche         | 2         | 2016, 2017 |
| 3    | Peugeot         | 1         | 1991       |
| 3    | Héctor Rebaque  | 1         | 1974       |